# Yevgeniy Kostyukevich
Yevgeniy Kostyukevich (tiếng Belarus: Яўген Касцюкевіч; tiếng Nga: Евгений Костюкевич; sinh 19 tháng 12 năm 1989) là một cầu thủ bóng đá Belarus. Tính đến năm 2016, anh thi đấu cho Krumkachy Minsk.

## Sự nghiệp
Kostyukevich trải qua thời kì trẻ tại Torpedo Zhodino và vào thử việc ở CSKA Moskva vào mùa hè 2008. Tuy nhiên vì phát hiện vấn đề sức khỏe trong lúc thử việc nên anh không được ký hợp đồng. Vấn đề tương tự đã buộc anh phải giải nghệ năm 2009. Vào mùa hè 2015 Kostyukevich khởi đầu lại sự nghiệp tại Krumkachy Minsk mặc dù đã từng gia nhập đội bóng với vai trò huấn luyện viên thủ môn và quay phim.